# Gnopholeon delicatulus
Gnopholeon delicatulus är en insektsart som först beskrevs av Philip J. Currie 1903.  Gnopholeon delicatulus ingår i släktet Gnopholeon och familjen myrlejonsländor. Inga underarter finns listade i Catalogue of Life.